# Congleton (plaats)
Congleton is een civil parish in het bestuurlijke gebied Cheshire East, in het Engelse graafschap Cheshire. De plaats telt 26.482 inwoners.